# روز جهانی آب
روز جهانی آب مصادف با دوم یا سوم فروردین هر سال (۲۲ مارس) از سوی سازمان ملل نام‌گذاری شده‌است. روز جهانی آب، اولین بار در سال ۱۹۹۲ میلادی، در کنفرانس محیط زیست و توسعه سازمان ملل در شهر ریودوژانیرو کشور برزیل رسماً مطرح شد. در این کنفرانس از کلیه کشورها خواسته شد تا در راستای اجرای بیانیه شماره ۲۱ سازمان ملل، این روز را به عنوان روز ترویج و آگاه‌سازی مردم در مورد آب اختصاص دهند.